# Kričke (Pakrác)
Kričke falu Horvátországban Pozsega-Szlavónia megyében. Közigazgatásilag Pakráchoz tartozik.

## Fekvése
Pozsegától légvonalban 29, közúton 40 km-re északnyugatra, községközpontjától légvonalban 11, közúton 18 km-re keletre, Nyugat-Szlavóniában, a Psunj-hegység északi részén fekszik.

## Története
A határában fekvő „Repište” nevű régészeti lelőhelyen talált leletek tanúsága szerint területén már a történelem előtti időkben is éltek emberek. A település első írásos említése 1698-ban „Krichke” alakban 20 portával a török uralom alól felszabadított települések összeírásában történt. A 17. század végétől a török kiűzése után a területre folyamatosan telepítették be a keresztény lakosságot. Ide Boszniából pravoszláv vlachok érkeztek. Az első katonai felmérés térképén „Dorf Kricsani” néven találjuk. Lipszky János 1808-ban Budán kiadott repertóriumában „Kricsky” néven szerepel. Nagy Lajos 1829-ben kiadott művében „Kricske” néven összesen 32 házzal és 239 ortodox vallású lakossal találjuk.
1857-ben 171, 1910-ben 287 lakosa volt. 1910-ben a népszámlálás adatai szerint teljes lakossága szerb anyanyelvű volt. Pozsega vármegye Pakráci járásának része volt. Az első világháború után 1918-ban az új szerb-horvát-szlovén állam, majd később (1929-ben) Jugoszlávia része lett. 1991-ben lakosságának 98%-a szerb nemzetiségű volt. A délszláv háború idején kezdettől fogva szerb ellenőrzés alatt volt. A horvát hadsereg az Orkan ’91 hadművelet második szakaszában 1991. december 26-án foglalta vissza. Szerb lakossága nagyrészt elmenekült. 2011-ben 19 lakosa volt.

## Lakossága
| Lakosság változása | Lakosság változása | Lakosság változása | Lakosság változása | Lakosság változása | Lakosság változása | Lakosság változása | Lakosság változása | Lakosság változása | Lakosság változása | Lakosság változása | Lakosság változása | Lakosság változása | Lakosság változása | Lakosság változása | Lakosság változása |
| ------------------ | ------------------ | ------------------ | ------------------ | ------------------ | ------------------ | ------------------ | ------------------ | ------------------ | ------------------ | ------------------ | ------------------ | ------------------ | ------------------ | ------------------ | ------------------ |
| 1857               | 1869               | 1880               | 1890               | 1900               | 1910               | 1921               | 1931               | 1948               | 1953               | 1961               | 1971               | 1981               | 1991               | 2001               | 2011               |
| 171                | 210                | 193                | 216                | 253                | 287                | 263                | 307                | 256                | 249                | 248                | 198                | 137                | 90                 | 45                 | 19                 |